# Dicranomyia (Pseudoglochina) eurymelania
Dicranomyia (Pseudoglochina) eurymelania is een tweevleugelige uit de familie steltmuggen (Limoniidae). De soort komt voor in het Oriëntaals gebied.